# 동수로 (인천)
동수로(東樹路)는 인천광역시 부평구 부평동에서 부개동까지 이르는 인천광역시도로로, 총 연장은 1.901 km이다. 당 도로명은 옛 행정구역명인 동수동을 이용하여 동수로로 명명되었다.

## 역사
- 2009년 10월 19일 : 도로명으로 동수로를 고시

## 주요 경유지
- 부평구
  - 부평2동 - 부평6동 - 부개1동

## 접촉하는 도로
- 직결 : 부영로, 수변로
- 교차 : 경인로, 부남로, 육동로, 장제로, 호구포로, 항동로

## 특이 사항
도로명 주소 사이트상에서는 종점이 부평동으로 기재되어 있으나 이는 잘못이다. 실질적인 해당 도로의 종점은 부평동이 아닌 부개동이며, 부개동에서 이 도로가 수변로와 직결된다. 그리고 과거에는 이 도로가 경인로의 구간이다.

## 같이 보기
- 경인옛로